# Большой Лебовски
«Большо́й Лебо́вски» (англ. The Big Lebowski) — культовый американский художественный фильм братьев Коэн, снятый и выпущенный на экраны в 1998 году. В основу сценария легла книга Рэймонда Чандлера «Глубокий сон», но фильм тем не менее не является точной её экранизацией, привнося в историю многие новые сцены и сюжетные ходы. Джоэл Коэн говорил: «Мы хотели сделать историю в стиле Чандлера — она движется эпизодически и имеет дело с персонажами, пытающимися разгадать тайну, а также с безнадёжно сложным сюжетом, который в конечном итоге не важен».
Съёмки проходили в разных районах Лос-Анджелеса и продолжались одиннадцать недель. Премьерный показ «Большого Лебовски» состоялся 18 января 1998 года на национальном кинофестивале «Сандэнс». Впоследствии было произведено несколько переизданий на разных носителях, в том числе неоднократно выпускались коллекционные версии с дополнительными материалами.
Главную роль исполнил Джефф Бриджес. Его персонаж — безработный пацифист, случайно попавший в центр авантюры по хищению одного миллиона долларов. Герой получает от сварливого миллионера деньги и по его просьбе отправляется в качестве курьера на встречу с бандитами, похитившими жену миллионера. Однако процесс передачи денег проваливается, и ему вместе с лучшим другом, ветераном Вьетнамской войны, приходится выпутываться из создавшейся непростой ситуации. По ходу развития истории перед зрителем предстают многие эксцентричные персонажи, сюжет резко петляет и в итоге приходит к неожиданной развязке.
«Большой Лебовски» не имел большого коммерческого успеха, многие из профессиональных критиков встретили фильм прохладно, а некоторые интернет-рейтинги назвали его чуть ли не худшей работой Коэнов. Однако, в силу необычности, фильм собрал вокруг себя огромное количество фанатов и, благодаря обилию юмора, стал «первым культовым фильмом эпохи Интернета». По нему написаны книги, созданы сайты, ежегодно проводятся фестивали имени Лебовски, распространяется целое философское учение, основанное на образе главного героя. Многие реплики персонажей стали крылатыми фразами.

## Сюжет
Действие происходит в Лос-Анджелесе в 1991 году. Фильм начинается с небольшой вступительной части, в которой незримый рассказчик представляет зрителям Джеффри Лебовски — отрешённого от мира мужчину, более известного по прозвищу «Чувак» (англ. Dude), который неторопливо делает покупки в продуктовом отделе супермаркета. Дома главного героя уже поджидают двое бандитов. Они представляются людьми некоего Джеки Трихорна и требуют возвращения долгов жены. Чувак же никогда женат не был, и бандиты, осознав, что ошиблись адресом, уходят, при этом один из них мочится прямо на ковёр. Ковёр «задавал стиль всей комнате», поэтому, следуя совету своего лучшего друга, польского эмигранта Уолтера Собчака, Чувак решает сходить к однофамильцу и потребовать у него возмещения нанесённого ущерба. На следующий день так называемый «большой» Лебовски, пожилой миллионер в инвалидном кресле, категорически отказывается от выплаты компенсации. В отместку Чувак уносит из его особняка один из ковров. Кроме того, здесь он знакомится с Банни, молодой нимфоманкой, которая вышла замуж за старика Лебовски из-за денег.
На следующий день Большой Лебовски неожиданно вызывает Чувака к себе домой и с горестью сообщает, что Банни похитили бандиты. Старик просит его выступить в роли курьера и доставить похитителям миллион долларов наличными, так как считает, что вымогателями могут быть те два головореза, испортившие ковёр. Возвратившись домой, Чувак ложится отдыхать на краденый ковёр, но в квартиру вламываются какие-то люди и сильным ударом отправляют героя в бессознательное состояние. После небольшого музыкального сна Чувак просыпается на голом полу — новый ковёр пропал. Спустя некоторое время поступает звонок от похитителей Банни, и Чувак, получив дипломат с деньгами, отправляется в указанное место. При этом Уолтер пытается убедить его, что выкуп следует оставить себе, а бандитам можно отдать саквояж, набитый грязным нижним бельём. Чувак отказывается от этого, но не может помешать упрямому другу — в результате бандиты уезжают с чемоданом, а герои остаются с миллионом долларов на руках, так и не освободив заложницу. Чувак переживает, что девушку теперь могут убить, но Уолтер невозмутим, ничего другого не остаётся, как поехать играть в боулинг. Той же ночью на выходе из боулинга Чувак обнаруживает, что его машину угнали, а кейс со всеми деньгами находился в багажнике. Вскоре Чувака вызывает к себе дочь Большого Лебовски — Мод, и признаётся, что это её люди забрали ковёр (он дорог ей как память о матери). Она рассказывает, что Банни работает у Джеки Трихорна порноактрисой и, скорее всего, сама устроила похищение, чтобы получить деньги мужа. Мод просит Чувака ни в коем случае не отдавать выкуп, поскольку деньги на самом деле принадлежат благотворительному фонду, помогающему малообеспеченным одарённым детям, а Лебовски является учредителем этой организации.
Затем происходит разговор между двумя Лебовски — Большой отчитывает Чувака за провал с передачей денег. Оправдываясь, герой говорит, что передал дипломат, как и было уговорено, но старик показывает ему присланный бандитами конверт с отрубленным женским пальцем ноги. Чувак возвращается домой, после чего к нему врывается банда нигилистов, говорящих с немецким акцентом. Они представляются похитителями, требуют причитающиеся им деньги и, пригрозив расправой, уходят прочь. В ходе ещё одного разговора с Мод Чувак узнаёт, что немецкие нигилисты приходятся Банни друзьями (коллегами по съёмкам в порно). Герой забирает с полицейской стоянки свою найденную машину, но кейса с деньгами в ней уже нет. Между спинкой кресла и сиденьем обнаруживается клочок бумаги с домашней работой школьника Ларри Селлерса. Чувак и Уолтер отправляются раскалывать подростка, но поездка оборачивается полным провалом. После недолгого разговора разозлённый на глуповатого Ларри Уолтер начинает крушить стоящую рядом с домом Селлерсов новенькую спортивную машину. Незадолго до этого Чувак и Уолтер предположили, что деньги из кейса Ларри потратил на приобретение данного автомобиля. Настоящим же владельцем разбитого Уолтером автомобиля оказался ничего не подозревавший сосед Селлерсов, в отместку громящий машину Чувака и при этом разбивающий в ней все стёкла. Обратно герои возвращаются без денег и какой-либо информации в разбитой машине.
Вскоре появляются два головореза из завязки фильма и отвозят Чувака в Малибу, на приём к Джеки Трихорну. Трихорн интересуется местонахождением Банни и заявляет, что намерен получить свои деньги любой ценой. Чувак рассказывает ему про пятнадцатилетнего подростка и, выпив коктейль с подмешанным снотворным, отключается. После очередного музыкального сна он оказывается в полицейском участке; шериф Малибу выказывает своё недовольство по поводу нарушения городского спокойствия. Выбравшись из участка, герой отправляется домой. В квартире его встречает Мод, она соблазняет Чувака и после секса рассказывает, что её отец на самом деле беден, так как мать перед смертью абсолютно все деньги завещала благотворительному фонду, а отца оставила управляющим. Внезапно к Чуваку приходит прозрение, и вся схема становится ясной: узнав, что Банни похитили, Большой Лебовски под видом выкупа решил присвоить миллион долларов из семейного фонда. Все деньги он забрал себе, а Чуваку отдал лишь пустой дипломат, ожидая, что того, безработного раздолбая, обвинят в воровстве, а девушку убьют.
Позднее выясняется, что никакого похищения и вовсе не было: Банни просто на несколько дней уезжала в другой город, а её друзья-нигилисты решили обыграть это как похищение и стрясти с богатого старика деньги. Чувак и Уолтер отправляются в резиденцию Лебовски, где встречают только что вернувшуюся из путешествия Банни. Они разоблачают Большого, но тот ни в чём не сознаётся и отрицает свои корыстные намерения. Тогда Уолтер обвиняет его в симуляции паралича, поднимает с кресла и бросает на пол. Немощный старик горько плачет, и героям приходится уйти. Чуть позже друзья встречают банду нигилистов, которые подожгли машину Чувака и до сих пор претендуют на миллион. Смирившись с тем, что их замысел не удался, немцы требуют отдать все деньги, находящиеся у героев в карманах. Уолтер, будучи ветераном войны во Вьетнаме, вступает в драку и нейтрализует налётчиков, откусив при этом одному из них ухо. Друзья невредимы, но Донни, их партнёр по боулингу, всё время стоявший в стороне, умирает от сердечного приступа.
После беседы с начальником похоронного агентства герои вместе с прахом Донни поднимаются на высокий утёс. Уолтер произносит прощальную речь, в которой упоминает, что Донни любил сёрфинг и боулинг, затем отклоняется от темы и рассказывает о солдатах, погибших во Вьетнаме, а завершает выступление цитатой из «Гамлета»: «Спи спокойно, милый принц». Затем Уолтер развеивает прах, находящийся в коробке из-под кофе Folgers, но из-за ветра прах летит не в океан, а прямо Чуваку в лицо. Тот обижается, но Уолтер крепко его обнимает и предлагает пойти сыграть в боулинг.

## Актёры и персонажи
- Джефф Бриджес — Джеффри Лебовски (Чувак) (англ. Jeffrey Lebowski (The Dude), в дубляже — Дюдя) — главный герой фильма, безработный бездельник, основными и практически единственными интересами которого являются курение марихуаны, употребление алкогольного коктейля «Белый русский», прослушивание песен группы Creedence Clearwater Revival и боулинг. В молодости Чувак был членом «Сиэтлской семёрки», частью «Сиэтлского освободительного фронта», одно время подрабатывал грузчиком аппаратуры в вымышленном создателями фильма турне «Speed of Sound» группы Metallica. По сюжету он оказывается втянутым в финансовую авантюру, устроенную незнакомым ему однофамильцем. Бриджес говорил, что братья Коэн писали сценарий специально для него[5].
- Джон Гудмен — Уо́лтер Со́бчак (англ. Walter Sobchak) — лучший друг главного героя; ветеран войны во Вьетнаме, страдающий посттравматическим синдромом. Его психическая неуравновешенность становится причиной многих комичных ситуаций в фильме; он имеет чёткие жизненные принципы, старается помочь Чуваку выбраться из неприятностей, но в основном только ухудшает его положение. Под влиянием жены-еврейки польский католик Уолтер некогда принял иудаизм, но даже после развода продолжает соблюдать все традиции, в том числе Шаббат, что также выглядит комично.
- Джулианна Мур — Мод Лебовски (англ. Maude Lebowski) — падчерица Джеффри (Большого) Лебовски, феминистка, авангардная художница. Считает, что главная слабость отца — тщеславие, также утверждает, что её отец на самом деле не миллионер, он управляет благотворительным фондом, доставшимся ему от жены, но сам ничего не имеет.
- Филип Сеймур Хоффман — Брандт (англ. Brandt) — услужливый ассистент Джеффри Лебовски, постоянно беспокоящийся о его и своём благополучии.
- Стив Бушеми — Донни (англ. Donny, Теодор Дональд Каработсос) — член команды по боулингу вместе с Чуваком и Уолтером. Донни ничего не знает о похождениях Чувака и часто оказывается «не в теме», а причина, по которой Уолтер постоянно советует ему «заткнуться», заключается в том, что в фильме «Фарго», предыдущей картине Коэнов, его герой как раз никак не мог замолчать[6]. В концовке Донни умирает от сердечного приступа. Сразу же после того, как Чувак и Уолтер замечают, что Донни плохо, помешанный на войне во Вьетнаме Уолтер говорит, успокаивая умирающего друга, что вертолёт уже в пути.
- Дэвид Хаддлстон — Джеффри Лебовски (англ. Jeffrey Lebowski) — прикованный к инвалидной коляске миллионер, женатый на молодой потаскушке по имени Банни. Получил паралич ног во время участия в Корейской войне, с большим презрением относится к людям вроде Чувака, называя их «дармоедами». Он тот самый «большой» Лебовски из названия фильма.
- Тара Рид — Банни Лебовски (англ. Bunny Lebowski, урождённая Фрэн Кнуцен) — молодая жена Большого Лебовски, сбежавшая в молодости из родительского дома в Морхед (Миннесота) и ставшая порноактрисой. В порнофильмах больше известна под псевдонимом Банни Ла Хоя (Bunny La Joya). Банни любит жить на широкую ногу и по этой причине задолжала деньги многим влиятельным людям города. Вокруг её предполагаемого похищения строится весь сюжет фильма, хотя в конце выясняется, что она, никого не предупредив, просто уезжала из города. По словам Рид, на роль Банни пробовалась Шарлиз Терон[7].
- Бен Газзара — Джеки Трихорн (англ. Jackie Treehorn) — продюсер порнофильмов, в том числе снимавший фильмы с участием Банни, которая задолжала ему крупную сумму денег. Наёмники Трихорна вламываются к Чуваку в начале истории.
- Петер Стормаре, Торстен Вогес[англ.] и Фли — немцы-нигилисты Ули Кункель (нем. Uli Kunkel), известный также под порно-псевдонимом Карл Хунгус, Франц (нем. Franz) и Дитер (нем. Dieter). Они называют себя нигилистами, хотя их действия в фильме опровергают это, в 1970-х были участниками музыкальной техно-поп-группы. Узнав про исчезновение Банни, решили воспользоваться этим и написали Большому Лебовски письмо с требованием выкупа. Идея о создании персонажа Ули родилась после разговора Итана Коэна с Петером Стормаре во время съёмок «Фарго», когда актёр ради шутки изобразил сильный немецкий акцент[8]. Выдуманная группа Autobahn — это пародия на группу Kraftwerk, обложка альбома, которую можно увидеть в фильме, почти в точности повторяет одну из их обложек, кроме того, у Kraftwerk есть песня «Autobahn» из одноимённого альбома.
- Джон Туртурро — Хесус Кинтана (исп. Jesus Quintana) — психованный фанат боулинга, главный соперник команды Чувака. Постоянно ругается, используя грубые сексуальные метафоры, всё время говорит о себе в третьем лице. Шесть месяцев провёл в исправительной колонии за совращение восьмилетнего ребёнка. Туртурро думал, что его роль будет намного больше, и, прочитав сценарий, сильно огорчился. Тем не менее Коэны позволили ему привнести в фильм свои собственные идеи, такие, например, как облизывание шара перед броском и победный танец, который, по его словам, был придуман под впечатлением от выступлений Мохаммеда Али[9]. Позднее Туртурро решил снять спин-офф фильма про своего персонажа под названием «Броски Хесуса».
- Джон Полито — Да Фино (англ. Da Fino) — частный детектив, нанятый родителями Банни Лебовски, чтобы вернуть девушку домой. Водит машину Фольксваген Жук, что является отсылкой к самому первому фильму братьев Коэн «Просто кровь».
- Сэм Эллиотт — Незнакомец (англ. The Stranger) — рассказчик, рассказывающий историю фильма. Одет как ковбой.

### Второстепенные герои
- Дэвид Тьюлис — Нокс Харрингтон, видео-художник и друг Мод Лебовски.
- Марк Пеллегрино — блондин-головорез Джеки Трихорна.
- Филип Мун[англ.] — брюнет-головорез Джеки Трихорна.
- Джимми Дэйл Гилмор[англ.] — Смоки, член команды по боулингу, соперничающей с героями.
- Джек Келер[итал.] — Марти, домовладелец Чувака.
- Леон Рассом — шеф полиции Малибу.
- Эйми Манн — сообщница нигилистов, подруга Франца, лишившаяся пальца.
- Азия Каррера — порноактриса, снимающаяся вместе с Банни Лебовски в фильме «Кабеляж».
- Джерри Халева — президент Ирака Саддам Хусейн.
- Уэнди Браун — танцовщица.
- Ирен Ольга Лопес — Пилар.
- Кристиан Клименсон — молодой полицейский.
- Ричард Гант[англ.] — старый полицейский.
- Дом Иррера[англ.] — шофёр Тони.
- Гарри Бугин[англ.] — Артур Дигби Селлерс.
- Джесси Флэнаган — Ларри Селлерс.
- Маршалл Манеш — доктор.
- Уоррен Кейт[англ.] — Фрэнсис Доннелли, распорядитель похорон.

## История создания

### Истоки
Образы главных героев создавались на основе реально существующих людей. В частности, Чувак был срисован с Джеффа Дауда, промоутера независимого кино, с которым братья Коэн познакомились ещё во время поисков дистрибьютора для фильма «Просто кровь». Дауд точно так же являлся членом «Сиэтлской семёрки», любил коктейль «Белый русский» и в своём кругу именовался «Чуваком». В какой-то мере на образ главного героя повлиял Питер Экслин, знакомый братьев Коэн, живший в захламлённой квартире и с уважением относившийся к небольшому ковру, «задававшему стиль всей комнате». С Коэнами Экслина познакомил Барри Зонненфельд, его сокурсник по Нью-Йоркскому университету, и те стали близкими друзьями. В 1989 году он рассказал режиссёрам множество забавных случаев из жизни, некоторые из которых впоследствии были отражены в фильме. Например, Экслин поведал им историю о том, как он вместе со своим приятелем Льюисом Абернэти, тоже ветераном Вьетнамской войны, искал школьника, угнавшего его машину. Так же, как и в фильме, машина была доставлена на стоянку полиции Лос-Анджелеса, и под водительским сиденьем обнаружилась домашняя работа ученика восьмого класса. В реальной жизни Экслин принимал участие в любительском чемпионате по софтболу, но в сценарии этот вид спорта заменили на боулинг, потому что, как сказал в интервью Итан Коэн, «это очень дружеский спорт, где можно просто сидеть, пить и курить, попутно участвуя в пустой непринуждённой беседе». Одним из прототипов Уолтера Собчака стал известный кинорежиссёр и сценарист Джон Милиус, с которым Коэны познакомились во время съёмок фильма «Бартон Финк». Он тоже испытывал любовь к огнестрельному оружию и считал себя ярым сторонником милитаризма.
По словам Джулианны Мур, типаж Мод Лебовски был навеян образами авангардных художниц Кароли Шнееман, которая тоже «работала обнажённой и подвешенной к потолку», и Йоко Оно. Персонаж Хесус Кинтана заимствован из театрального представления «Mi Puta Vida» — братья Коэн случайно стали его свидетелями в 1988 году, и Джон Туртурро играл там точно такого же педерастического персонажа. «Мы решили сделать Туртурро педерастом. Эта роль у него действительно хорошо выйдет» — вспоминал в интервью Джоэл Коэн.
Основная сюжетная линия составлялась под впечатлением от детективных романов Рэймонда Чандлера, в определённой степени фильм можно считать экранизацией книги «Глубокий сон» (1939). Итан Коэн говорил: «Мы хотели сделать что-нибудь, что имело бы повествовательную структуру — этакую современную интерпретацию сюжета Рэймонда Чандлера, именно поэтому местом действия был выбран Лос-Анджелес. Хотелось воссоздать ту форму рассказа, присутствующую в книге Чандлера, где события разворачиваются в разных частях города и затрагивают людей разных сословий». Необходимость в закадровом голосе незнакомца была вызвана тем фактом, что сценарий писался не с нуля, а являл собой переработку литературного произведения. Как отмечал Итан Коэн: «В какой-то мере он заменяет аудиторию слушателей. У Чандлера рассказчик был одним из главных героев, ведущим повествование, всё время находясь за кадром, но мы не хотели воспроизводить это настолько буквально. Это всё равно что некто сидит рядом с вами и комментирует происходящее в фильме, находясь при этом в вашем поле зрения. И в то же время придаёт повествованию житейскую приземлённость Марка Твена».
Присутствие в фильме боулинга, по словам Джоэла, обусловлено стремлением отразить период конца 1950-х — начала 1960-х годов. «Боулинг обеспечил ретро-составляющую фильма, своеобразный анахронизм, уносящий нас не в такую уж и далёкую эпоху, но тем не менее безвозвратно ушедшую».

### Сценарий
Сценарий «Большого Лебовски» писался примерно в то же время, что и «Бартон Финк». Но когда братья Коэн захотели этот проект реализовать, Джон Гудмен был занят на съёмках телешоу «Розанна», а Джефф Бриджес работал над созданием фильма «Дикий Билл», поэтому им пришлось отложить этот сценарий и снимать другой свой сюжет под названием «Фарго». Согласно интервью Итана, «изначально картина должна была базироваться на взаимоотношениях между Чуваком и Уолтером», главенствовать должны были сцены наподобие диалогов Бартона Финка и Чарли Мидоуса. С самого начала местом действия был выбран Лос-Анджелес, поскольку все люди, ставшие прототипами персонажей, жили именно в этом городе. Когда Пит Экслин рассказал режиссёрам о случае с домашней работой, найденной под сиденьем, Коэны посчитали, что это вполне соответствует стилю Рэймонда Чандлера, и решили добавить в сценарий соответствующий эпизод. Отвечая на вопрос о правомерности привнесения в сценарий дополнительных сцен, Джоэл Коэн процитировал Роберта Олтмена, некогда занимавшегося экранизацией «Долгого прощания», отмечая, что «Большой Лебовски» — лишь поверхностная интерпретация Чандлера.
Начав работать над сценарием, Коэны написали всего 40 страниц, после чего отложили текст до будущих времён. Такая манера работы вообще свойственна для них: «В определённый момент развития истории всегда возникает какая-нибудь проблема, мы отбрасываем сценарий и переключаемся на другие проекты, а через некоторое время вновь к нему возвращаемся и доделываем до конца. Таким образом, во время создания одного фильма уже рождаются идеи многих других». В соответствии с изначальной задумкой Чувак должен был ездить на машине Chrysler LeBaron, точно такой же, какая была у Джеффа Дауда, но та оказалась недостаточно просторной для Джона Гудмена, поэтому Коэны поменяли марку на Ford Torino. Сценарий существенно опережает остальные работы Коэнов по количеству обсценной лексики. К примеру, слово «fuck» и его производные употребляются персонажами фильма 281 раз.
По первоначальному сценарию фильма «большой» Лебовски являлся наследником изобретения кубика Рубика. Таким образом, объяснялось, как Лебовски удаётся нигде не работать и оплачивать счета, но впоследствии Джон Коэн убрал эту деталь из сценария, чтобы зрители додумывали сами.

### Подготовка к съёмкам
Компании Polygram и Working Title Films, спонсировавшие «Фарго», выделили на создание «Большого Лебовски» 15 млн долларов. По поводу набора актёров Джоэл отмечал, что большинство реплик персонажей писались под конкретных актёров, уже согласившихся сниматься, но некоторых героев приходилось создавать без малейшего представления о людях, которые будут их играть. «Сценарий Большого Лебовски мы писали для Джона (Гудмена) и Стива (Бушеми), но не знали, кого возьмут на роль персонажа Джеффа Бриджеса». Готовясь к своей роли, Бриджес встретился и пообщался с Даудом, но кроме этого, многое почерпнул из своего личного опыта, вспомнив себя в 1960—1970-е годы: «Я жил в точно таком же захолустье и тоже принимал наркотики, хотя, думаю, я был немного креативнее Чувака». Бриджес самостоятельно подбирал одежду для своего героя, причём бо́льшую часть гардероба он принёс прямо из дома — можно заметить, например, что рубашку с изображением бейсболиста актёр ранее уже носил в фильме «Король-рыбак». Кроме того, Бриджес постарался сымитировать физическое состояние Дауда, начал сутулиться и отрастил небольшой живот. Для Уолтера Гудмен изначально хотел другую форму бороды, но братья Коэн настояли именно на этой, потому что посчитали, что она хорошо сочетается с его стрижкой «ёжиком».
Продумывая визуальное исполнение фильма, Коэны старались избежать обычных ретро-клише 1960-х вроде использования гелевых светильников, плакатов с люминесцентной краской и музыки Grateful Dead, как отмечал в интервью Джоэл, «несмотря на все эти заморочки с боулингом, нам хотелось, чтобы кино вышло ярким и запоминающимся». К примеру, это выразилось в звёздном мотиве, прослеживающемся на протяжении всего фильма, который для украшения интерьера кегельбана придумал главный дизайнер Рик Хайнрикс. Джоэл говорил, что это была именно Ричарда идея — сделать бесформенные звёзды, заполненные неоном, и развесить их по всему зданию. Этот мотив, кроме того, затронул и сцены сновидений. «Оба музыкальных сна насыщены звёздными узорами и линиями, расходящимися из одной точки. В первом сне Чувак, потеряв сознание, видит звёзды, плавно сменяющиеся видом на ночной Лос-Анджелес. Во втором сне место действия окружает астральный фон со звёздами на поверхности» — вспоминал Хейнрихс. Для дома на пляже, принадлежавшего Джеки Трихорну, он решил использовать мебель, популярную в конце 1950-х — начале 1960-х годов, с обилием разнообразных подушек. Сам персонаж по задумке должен быть представлен зрителю участником своеобразной вечеринки, напоминающей празднества древних Инков и в то же время «современные голливудские приёмы, на которых весьма азартные молодые люди разгуливают с закуской и выпивкой в руках».
Оператор Роджер Дикинс обсуждал с Коэнами визуальную составляющую фильма ещё на стадии подготовки. Они сказали, что хотят видеть некоторые части в современном виде, а некоторые, в частности музыкальные сны, существенно стилизованными. Все танцевальные сцены фильма ставили хореографы Билл и Жаки Лэндрум. Джэк Келер, готовясь к своему номеру, провёл три трёхчасовых репетиции. Братья Коэн предложили ему три композиции классической музыки, из которых актёр выбрал сюиту «Картинки с выставки» композитора Модеста Мусоргского — на всех репетициях Келер исполнял танец под каждую из пьес этого произведения.

### Процесс съёмок
Фильм снимался на протяжении одиннадцати недель в Лос-Анджелесе и его окрестностях; сцена, где Чувак впервые встречает местного миллионера-неудачника и своего однофамильца, снимается в Шитсов-Голдштейна в Беверли-Хиллс, все сцены с боулингом ставились в заведении под названием «Hollywood Star Lanes» (около трёх недель), в то время как музыкальные сны, выполненные в стиле постановок Басби Беркли, происходили внутри переоборудованного самолётного ангара. По желанию режиссёров во многих сценах фильма Чувак должен был находиться в состоянии лёгкого алкогольного или наркотического опьянения, поэтому перед каждым дублем Бриджесу приходилось подолгу ходить из угла в угол, сильно растирая свои глаза, чтобы придать им соответствующий вид. Джулианна Мур получила сценарий ещё во время работы над фильмом «Парк юрского периода 2: Затерянный мир» — в общей сложности на съёмочной площадке она провела две недели, в начале и конце рабочего процесса, длившегося с января по апрель 1997 года. Сэма Эллиота снимали всего два дня, но за это время было сделано множество дублей его речи. Все сцены снимались широкоугольным объективом, потому что, как говорил Джоэл, он облегчает процесс настройки фокуса на нужную глубину и придаёт движениям камеры больше динамики.
Во время съёмок неоднократно возникали курьёзные ситуации. Например, во втором музыкальном сне, где Чувак выступает в роли героя порнофильма, он пролетает между ног нескольких девушек и смотрит им под юбки. Актрисы, игравшие этих девушек, решили разыграть шутку, о которой не знал никто, кроме них. Каждая девушка поместила волосы с парика под трико так, чтобы большие пучки волос оказались скрыты под юбками, но были хорошо видны снизу. Бриджес позже отметил: «Получилось действительно смешно, но мне нельзя было смеяться. Именно поэтому в той сцене у меня такая странная улыбка на лице». Для съёмок потребовались две машины Форд Торино 1973 года, одну сожгли на съёмочной площадке, вторая была уничтожена в восьмом сезоне сериала «Секретные материалы», в эпизоде под названием «Salvage».

## Музыкальное сопровождение
Написанием оригинального музыкального ряда занимался композитор Картер Бёруэлл, участник почти всех фильмов Коэнов. Во время создания сценария братья уже держали в голове несколько песен: «Just Dropped In (to See What Condition My Condition Was in)» Кенни Роджерса, кавер-версию «Hotel California» от Gipsy Kings и некоторые песни Creedence Clearwater Revival. Остальную музыку для саундтрека они попросили подобрать Ти-Боуна Бёрнэта. Требовались песни разных жанров, написанные в разных периодах развития музыкальной индустрии, по словам Джоэла, «Ти-Боун настоял на такой экзотике как Има Сумак и Генри Манчини». Бёрнэту пришлось договариваться о защите авторских прав на песни Кенни Роджерса, Капитана Бифхарта, Gipsy Kings, Moondog и довольно-таки малоизвестной баллады Боба Дилана «The Man in Me». Особенно тяжело шли переговоры за право использования песни Таунса Ван Зандта «Dead Flowers», играющей во время финальных титров — бывший менеджер Rolling Stones Аллен Кляйн, обладающий правами, запросил 150 тыс. $. Бёрнэт пригласил Кляйна на просмотр черновых материалов фильма, и тому они настолько понравились, что в итоге он согласился отдать песню за меньшую сумму. Изначально Бёрнета включили в титры как «Управляющего музыкой», но он попросил изменить свою роль на «Архивариуса музыки», поскольку негативно относится к понятию управления: «Я не хочу, чтобы кто-то думал обо мне как о деятеле менеджмента».
Музыка в фильме имеет не просто фоновое значение, в некоторых местах она используется с целью более полного раскрытия сюжета и реализации шуток. Например, с помощью «Peaceful Easy Feeling» авторами высмеивается стереотипное мнение о том, что все чернокожие люди любят рэп и ненавидят кантри — чернокожий таксист в гневе выгоняет Чувака из машины за неуважение к кантри-группе Eagles. Джоэл отмечал, что «музыка, как и все другие элементы фильма, должна отражать ретро-составляющую конца 1960-х — начала 1970-х годов». Каждому герою соответствует своя музыкальная тема. К примеру, песня Боба Нолана «Tumbling Tumbleweeds» специально подбиралась для рассказчика, а «Lujon» Генри Манчини ещё на стадии подготовки сценария предназначалась Джеки Трихорну. «Немецким нигилистам аккомпанирует техно-поп, Джефу Бриджесу — Creedence. Таким образом, музыка отражает характерные черты каждого из персонажей» — вспоминал в интервью Итан.

## Реакция и критика
| Рейтинги            | Рейтинги |
| Издание             | Оценка   |
| ------------------- | -------- |
| Роджер Эберт        | [ 44 ]   |
| Джеймс Берардинелли | [ 45 ]   |
| Би-би-си            | [ 46 ]   |
| Screen It!          | [ 47 ]   |
| Epinions            | [ 48 ]   |
| The Weekly Movie    | [ 49 ]   |
| DVD Clinic          | [ 50 ]   |
| Empire              | [ 51 ]   |
| USA Today           | [ 52 ]   |
| allmovie            | [ 53 ]   |

Премьера «Большого Лебовски» состоялась 18 января 1998 года на национальном кинофестивале «Сандэнс», в кинотеатре «Эклс», вмещающем 1300 зрителей. Как позже сообщила пресса, многие из присутствующих открыто выражали своё недовольство, Питер Хоуэлл в своём обзоре для газеты «Торонто Стар» написал следующее: «Не могу поверить, что за это ответственна команда людей, в прошлом году получившая Оскар за сюжет к „Фарго“. В фильме просто огромное количество ругательств, похоже на жалкую попытку замазать пробелы в диалогах». Месяцем позже фильм показали на Берлинском кинофестивале, премьерные показы в Северной Америке начались 6 марта и проходили в 1207 кинотеатрах. Сборы за первый уик-энд составили 5,5 млн, общий прокат в США — 17 млн, мировые сборы 46 млн $.
Впоследствии многие критики отзывались о фильме положительно. На сайте Rotten Tomatoes «Большой Лебовски» набрал 78 % рейтинга (71 % среди наиболее авторитетных обозревателей). Тодд Маккарти в журнале Variety писал: «К безусловным достоинствам фильма можно отнести саундтрек, смешивающий оригинальную партитуру Картера Бёруэлла с классическими популярными мелодиями и несколькими великолепными кавер-версиями». Газета USA Today дала фильму три звезды из четырёх возможных, отметив, что Чувак «слишком пассивен для поддержания к нему интереса». Дессон Хоуи из Washington Post похвалил Коэнов, назвав их творчество стремлением показать странную, абсурдистскую культуру Америки, которая полностью вымышлена, но показана тем не менее настолько выразительно, что позволяет говорить о собственном причудливом поджанре братьев Коэн. «Никто другой не сделал бы это лучше них» — констатировал журналист. Джанет Мэслин в рецензии для The New York Times положительно отметила игру Джеффа Бриджеса: «Мистер Бриджес нашёл настолько подходящую для себя роль, какую он вряд ли найдёт где-нибудь ещё. Наблюдая за тем, с какой грациозностью волочит ноги его отрешённый персонаж, сразу становится видно, сколько изящества в его комических способностях». Эндрю Саррис в обзоре The New York Observer написал следующее: «Как результат — море смеха и чувство благоговения перед вовлечённым сюда мастерством. Сомневаюсь, что в этом году появится что-то того же уровня». Немало хвалебных слов Иана Нэтана присутствовало в пятизвёздочном обзоре Empire: «Для тех, кому нравится коэновская божественная абстракция, разворачивающаяся в реальном мире, это настоящая нирвана» и «в идеальном мире все фильмы снимались бы братьями Коэн».
Однако Джонатан Розенбаум в газете Chicago Reader удостоил фильм отрицательным отзывом: «Не приходится и сомневаться, что Большой Лебовски снят в этакой хвастливой манере — отсюда и порядочное упрощение. Но если брать во внимание нравственную позицию и стилистику персонажей коэновских фильмов, это очевидно, что достойнейшие люди вроде Бриджеса и Гудмена возвышаются над всеми остальными героями». Дэйв Кер из Daily News раскритиковал сюжетную составляющую картины — «это избитая тема, поэтому из неё получился обрывочный, натянутый фильм». Британская газета The Guardian сравнила фильм с «кучкой идей, собранных в один мешок, а затем рассыпанных в случайном порядке. Фильм бесит, и у него нет сильных сторон. Но, всё же, в нём есть несколько потрясающих приколов».

### Награды
| Награждён    | Гильдия киноведов и кинокритиков России (1998) |
| ------------ | ---------------------------------------------- |
| Золотой овен | Лучший иностранный фильм — «Большой Лебовски»  |

| Номинирован     | Берлинский международный кинофестиваль (1998) |
| --------------- | --------------------------------------------- |
| Золотой медведь | Приз за лучший фильм — Джоэл Коэн             |

| Номинирован                | European Film Awards (1998)          |
| -------------------------- | ------------------------------------ |
| Screen International Award | Приз за лучший сценарий — Джоэл Коэн |

| Номинирован            | Satellite Awards (1999) |
| ---------------------- | --- |
| Golden Satellite Award | Лучший комедийный актёр — Джефф Бриджес Лучший комедийный актёр второстепенного плана — Джон Гудмен Лучшая комедийная актриса второстепенного плана — Джулианна Мур |

| Номинирован     | Satellite Awards (2005)                                                                                           |
| --------------- | --- |
| Satellite Award | Приз за лучшие дополнительные материалы к фильму — Большой Лебовски Приз за лучшее DVD-издание — Большой Лебовски |

## Наследие
«Большой Лебовски» считается культовым фильмом, как впоследствии напишет о нём газета The Independent: «Это первый культовый фильм эпохи Интернета». Впервые повышенное внимание к картине заметил и описал журналист Стив Палополи, в июле 2002 года ему довелось побывать на ночном сеансе в лос-анджелесском кинотеатре Нью-Беверли, где многие из присутствующих цитировали друг другу крылатые фразы персонажей фильма. Вскоре после публикации статьи директор местного кинотеатра в городе Санта-Круз решил устроить показ «Большого Лебовски», и в первый уик-энд желающих оказалось настолько много, что нескольким сотням людей попросту не хватило билетов. В итоге кинотеатр показывал фильм на протяжении шести недель, что стало в своём роде беспрецедентным случаем. По прошествии десяти лет после выхода картины на экран репортёр «Би-би-си» отмечал, что «ключевая причина появления культа — не просто любовь к каким-то деталям фильма, но наслаждение осознанием того факта, что ты один из немногих, кто его любит».
С 2002 года в Луисвилле проводится ежегодный фестиваль Лебовски, в день открытия на нём побывало всего 150 фанатов, но в будущем идею подхватили многие поклонники фильма по всей Америке, в результате чего мероприятие распространилось по другим городам и штатам. Главной составляющей каждого фестиваля является неограниченная ночная игра в боулинг, а также всевозможные викторины и костюмированные конкурсы. Праздник длится в течение уик-энда, и обычно его предваряют предфестивальная ночная вечеринка и дневные гуляния на открытом воздухе, с живыми выступлениями музыкальных групп, сувенирными лавками и прочим. Нередко фестиваль посещают и знаменитости, принимавшие участие в создании фильма, например, однажды на фестиваль в Лос-Анджелесе приехал сам Джефф Бриджес. Существует британский эквивалент фестиваля Лебовски, он известен под названием «The Dude Abides» и проводится в Лондоне.
На основе фильма сформировалась целая религия — дудеизм (англ. dude — чувак), основные учения которой соответствуют жизненным принципам главного героя. В 2005 году была основана так называемая «Церковь нового Чувака», виртуальная организация насчитывает около 50 тысяч «священников-дудеистов», посетителей интернет-сайта со всего мира, обладающих соответствующими сертификатами. В основном дудеисты занимаются возвеличиванием и осмыслением сюжета фильма «Большой Лебовски», последователи верят, что мировоззрение, выраженное Чуваком, существует с момента зарождения человеческой цивилизации, отражая в себе стремление противодействовать алчности и агрессии развивающегося общества.
Журнал Entertainment Weekly поставил «Большого Лебовски» на восьмую позицию в списке забавнейших фильмов за последние 25 лет. Кроме того, комедия была занесена ими в список пятидесяти самых культовых фильмов (позиция № 34) и список наиболее значимых «странных» фильмов с 1983 года (позиция № 15). В 2008 году газетой Los Angeles Times проводился опрос на выявление лучшего фильма, действие которого происходит в Лос-Анджелесе, при этом критерии отбора были следующими: «Фильм должен отражать какой-нибудь реальный аспект жизни города, и от одного режиссёра в списке может быть только одно наименование». По итогам голосования «Большой Лебовски» занял десятое место. Журнал Empire в списке «100 величайших персонажей кино» поместил Чувака и Уолтера на седьмую и сорок девятую позиции соответственно. В декабре 2014 года картина была внесена в Национальный реестр фильмов США как фильм, обладающий культурным, историческим или эстетическим значением.
Знаменитая сцена с погромом машины Чувака, использовалась в рекламном ролике, продемонстрированном во время ЧМ 2002 на Манежной площади. По мнению представителей ГУВД г. Москвы, данное видео спровоцировало массовые беспорядки после поражения сборной России от Японии.

## Переиздания
18 октября 2005 года компанией Universal Studios Home Entertainment на DVD было выпущено так называемое «Коллекционное издание», содержащее дополнительную информацию по фильму: «Предисловие Мортимера Янга» (вымышленного историка в области кино), «Фотографии Джеффа Бриджеса», документальный фильм о создании «Making of The Big Lebowski» и производственные заметки «Production Notes». Кроме того, ограниченным тиражом выпускался «Специальный подарочный набор», к которому дополнительно прилагались замшевое полотенце для боулинга, дизайнерские подставки с фотографиями и крылатыми фразами из фильма, а также восемь эксклюзивных фотокарточек из личной коллекции Джеффа Бриджеса.
9 сентября 2008 года вышло ещё одно издание, включавшее весь контент из предыдущих и некоторые новые материалы: небольшой фильм о жизни Чувака «The Dude’s Life: Strikes and Gutters … Ups and Downs … The Dude Abides», трейлер для кинотеатров, рассказ о фестивале Лебовски «The Lebowski Fest: An Achiever’s Story», сюжет о музыкальных снах «Flying Carpets and Bowling Pin Dreams: The Dream Sequences of the Dude», интерактивную карту, фотоальбом Джеффа Бриджеса и фотогалерею. Также внутри содержалось эксклюзивное интервью с Итаном Коэном по поводу наиболее спорных моментов фильма. Например, в одной из сцен Уолтер произносит странную, никому не адресованную фразу «Жизнь нельзя начать и остановить по твоему желанию, говна ты кусок». Как оказалось, актёр сказал это Джоэлу Коэну, по ошибке подумав, что тому не понравился сделанный дубль. Одновременно с этим юбилейным изданием выпускалось ограниченное, которое включало в себя всё то же самое, но диск с фильмом находился внутри футляра, имеющего форму шара для боулинга.
26 июня 2007 года «Большой Лебовски» вышел в формате HD DVD.